# Reichstag zu Worms (857)
Der Reichstag zu Worms im Jahr 857 war eine Reichsversammlung in Worms und die erste, die hier unter Ludwig II. (dem Deutschen) belegt ist.

## Ereignisse
Die Reichsversammlung ist in den Fuldaer Annalen bezeugt, ohne dass diese näher auf inhaltliche Fragen eingehen. Die Reichsversammlung fiel in die Zeit der weiter schwelenden Auseinandersetzung zwischen den Nachkommen Karls des Großen. Die Versammlung fand wahrscheinlich im März oder April 857 statt, denn es gibt zwei erhaltene Urkunden des Königs, die er in Worms ausgestellt hat und die auf den 24. und 27. März 857 datieren, und er hielt sich mindestens bis zum Osterfest in Worms auf, das 857 auf den 22. April fiel. Tagungsort dürfte die Königspfalz in Worms gewesen sein.